# Cantone di Valence-d'Albigeois
Il Cantone di Valence-d'Albigeois era una divisione amministrativa dell'arrondissement di Albi.
È stato soppresso a seguito della riforma complessiva dei cantoni del 2014, che è entrata in vigore con le elezioni dipartimentali del 2015.
Comprendeva i comuni di:
- Assac
- Cadix
- Courris
- Le Dourn
- Faussergues
- Fraissines
- Lacapelle-Pinet
- Lédas-et-Penthiès
- Padiès
- Saint-Cirgue
- Saint-Julien-Gaulène
- Saint-Michel-Labadié
- Trébas
- Valence-d'Albigeois